# Осада Ясной Горы (1655)
Осада Ясной Горы (польск. Oblężenie Jasnej Góry) — осада шведскими войсками Ясногорского монастыря в период Северной войны, продолжавшаяся с 18 ноября по 27 декабря 1655 года. Благодаря стойкости монахов монастыря и местных добровольцев, в основном из шляхты, отбивших атаки численно превосходивших немецких наёмников, осада закончилась неуспехом для шведов. Спасение монастыря приписывается заступничеству Ченстоховской иконы Божией Матери.

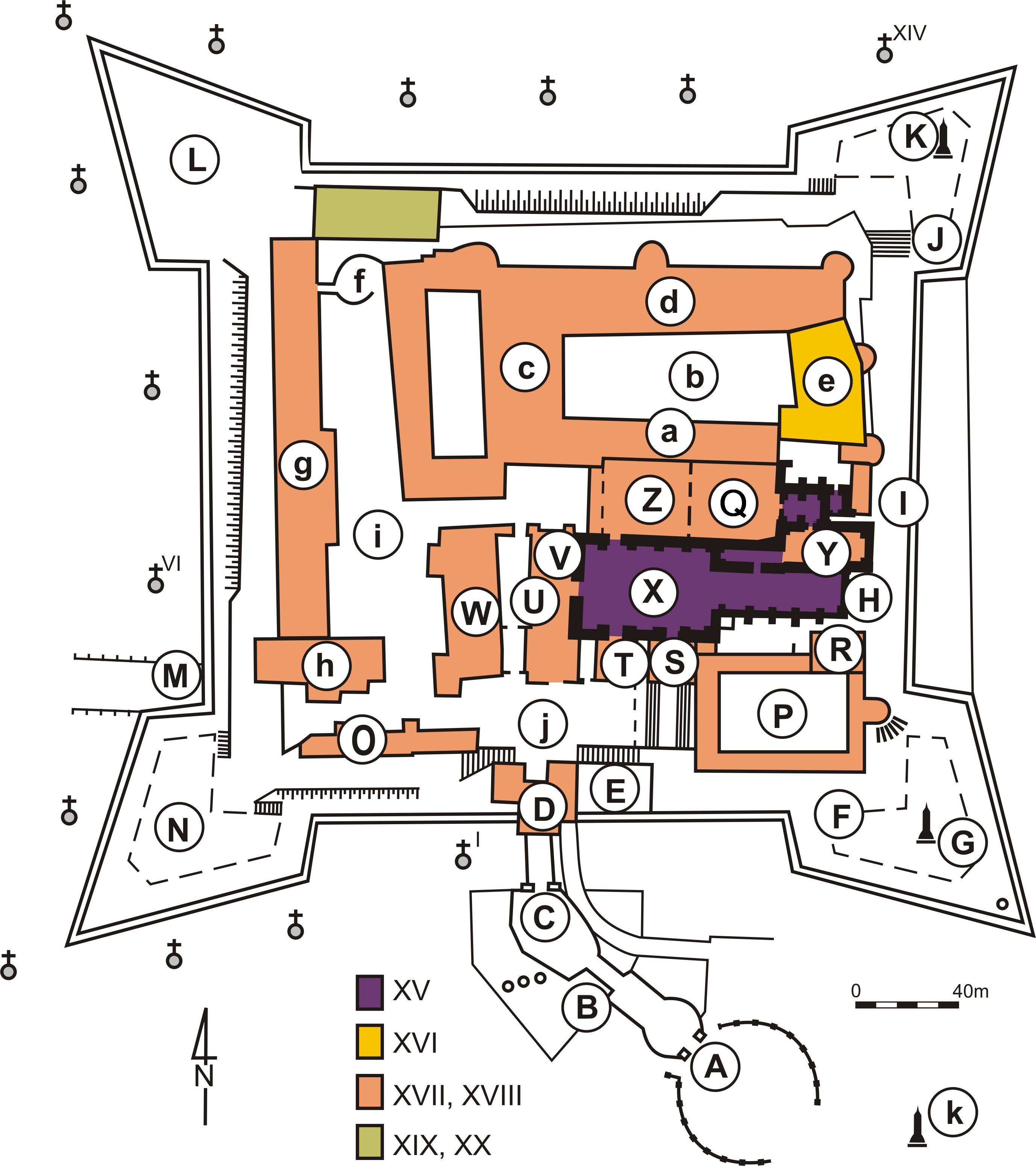
План монастыря Ясная Гора

## Предыстория
1650-е годы ознаменовали конец золотого века Польши, когда её истощила серия войн: восстание Хмельницкого и русско-польская война 1654—1667 гг. В 1655 году шведы решили воспользоваться слабостью Речи Посполитой и вновь начали польско-шведскую войну, полыхавшую в ходе предыдущего столетия. Шведские войска быстро захватили значительную часть территории Речи Посполитой. В конце 1655 года польский король Ян II Казимир укрылся в Габсбургской Силезии. Несмотря на это, польские войска были ещё не разгромлены, и шведы решили обезопасить границу с Силезией, захватив Ясногорский монастырь — важную крепость, известную своими богатствами.
```
6 августа 1655 года военный совет был проведён в монастыре Ясная Гора под руководством Теофила Броновского, настоятеля Августина Кордецкого и командира гарнизона крепости полковника Яна Павла Келаря. Мы начинаем подготовку укреплений монастыря к обороне. ― из 
Nova Gigantomachia in Claro Monte Czestochoviensi, 1658 г.
```

При подходе шведов монахи боялись, что протестанты ограбят их католические святыни, как не раз бывало в условиях едва закончившейся Тридцатилетней войны. Тогда иконы были заменены копиями, а оригиналы отправлены 7 ноября в замок в Люблинец, а затем — в монастырь в Мохуве между городами Прудник и Глогувек. Монахи также приобрели около 60 мушкетов и боеприпасы, а также наняли 160 солдат. Защитникам монастыря также помогали около 80 добровольцев, среди них 20 дворян, в том числе Станислав Варжицкий. Монастырь располагал неплохой артиллерией: 12—18 лёгких пушек и 12 12-фунтовых орудий.

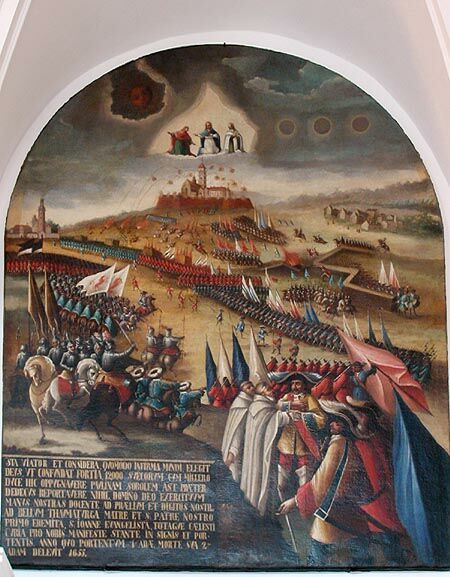
Шведская осада Ясной Горы. Холст, масло, XVII в.

Шведы, обнаружив, что не смогли застигнуть монастырь врасплох, попытались договориться. 8 ноября 300 шведских кавалеристов во главе с Яном Врешовичем попросили разрешения въехать в монастырь, но получили отказ. Настоятель монастыря Августин Кордецкий также ответил отказом на предложения шведов о сдаче в обмен на безопасность монастыря. Тогда шведский командир, генерал Бурхард фон Мюллер, во главе 2250 солдат (1800 кавалеристов, 100 драгун, 300 пехотинцев и 50 артиллеристов) с 10 орудиями решил начать осаду.

## Ход осады

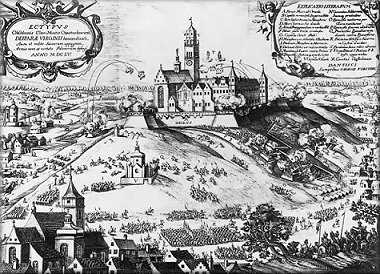
Оборона Ясной Горы, гравюра

Осада началась 18 ноября. Шведы имели численное преимущество, но уступали в артиллерии. 28 ноября осаждённые под руководством Петра Чарнецкого сделали неожиданную вылазку и уничтожили две шведские пушки. Последовавшие переговоры не имели никакого результата — шведы арестовали двух монахов, но после этого отпустили. Поскольку Кордецкий отказывался сдать монастырь, боевые действия возобновились. Ближе к концу ноября шведы получили подкрепление — около 600 солдат с 3 пушками. 10 декабря шведы подвезли к монастырю тяжёлую осадную артиллерию — 2 24-фунтовых и 4 12-фунтовых орудия, а также подтянули 200 солдат. В этот период шведские войска насчитывали 3200 солдат (в том числе 800 поляков, служивших шведскому королю) и 17 орудий. Также следует отметить, что сама шведская армия в основном состояла из немецких наёмников. Тяжёлые пушки шведов значительно повредили северные стены, а также бастион Святой Троицы.
14 декабря поляки сделали ещё одну вылазку, уничтожив один из редутов шведов, а также одно из 24-фунтовых орудий. Тогда шведы приступили к обстрелу южной стороны крепостной стены и начали рыть тоннель. 20 декабря поляки во главе с Стефаном Замойским сделали третью вылазку, вскоре после полудня. Они уничтожили два орудия и убили большинство минёров в тоннеле. 24 декабря Кордецкий вновь отказался сдаться, и шведы вернулись к обстрелу северной стороны, во время которого второе 24-фунтовое орудие дало сбой и вышло из строя.
27 декабря шведы решили отступить. Они сделали ещё несколько попыток застичь монастырь врасплох в ближайшие недели, но крепость всё более и более становилась важным центром для местных антишведских партизан. Польская сторона потеряла несколько десятков человек, тогда как шведы — несколько сотен.

## Последствия
Укреплённый монастырь Ясная Гора был единственным оплотом в Польше, который шведы не смогли захватить. Историки расходятся во мнениях относительно важности защиты Ясной Горы для хода войны. В 1658 году Августин Кордецкий опубликовал книгу Nova Gigantomachia in Claro Monte Czestochoviensi, в которой он преувеличил значение обороны Ясной Горы. В XIX веке защита монастыря была популяризирована в романе «Потоп» Генрика Сенкевича, одного из самых популярных польских писателей своего времени и лауреата Нобелевской премии.